# Veliki Oestjoeg
Veliki Oestjoeg (Russisch: Великий Устюг) is een stad in de Russische oblast Vologda. De stad ligt aan de samenloop van de rivieren Soechona en Joeg.

## Geschiedenis

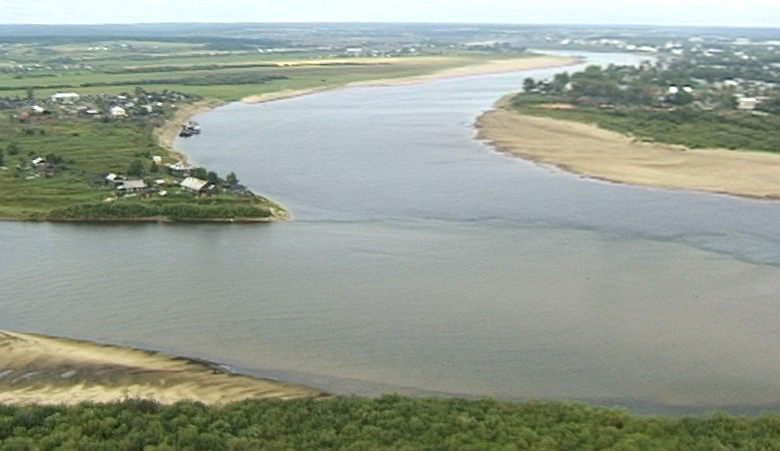
Samenloop van de Joeg (links) en de Soechona (bovenin) tot de Noordelijke Dvina in de buurt van Veliki Oestjoeg

De naam van de stad is afkomstig van de plaats waar hier voor het eerst een nederzetting werd beschreven; de kloosternederzetting bij Gleden (Гледен), die werd gesticht in de buurt van het punt waar de rivier de Joeg ("Zuidelijke rivier") in de rivier de Soechona stroomt. Benedenloops van deze samenloop vormen de twee rivieren de Noordelijke Dvina. De naam is een samenstelling van de Russische woorden oestje (устье); "monding van de rivier" en joeg (юг); "zuid", die tezamen het woord Oestjoeg (Устюг) vormen. Veliki is Russisch voor "groot" en werd eind 15e eeuw toegevoegd aan de naam.
De plaats werd voor het eerst genoemd in een kroniek uit 1207, toen het onderdeel was van het vorstendom Vladimir-Soezdal. Doordat de plaats op het kruispunt lag van een aantal belangrijke handelsroutes, groeide de stad uit tot een belangrijk handels- en industriecentrum in de 16e en 17e eeuw. Toen de handelsroute tussen China en West-Europa over de rivier de Soechona aan belang inbond, verloor ook Veliki Oestjoeg haar positie als belangrijke haven hieraan. Hieraan was met name de opening van het Suezkanaal in 1869 debet.
De stad staat bekend om haar handwerken, zoals zilverfiligraan, sierzaagwerk in berkenschors, decoratieve koperboordsel en niëllo.
In het bos bij Veliki Oestjoeg ligt de vottsjina, de officiële residentie van Grootvadertje Vorst (Ded Moroz).
| 1897   | 1926   | 1959   | 1970   | 1979   | 1989   | 2002   |
| ------ | ------ | ------ | ------ | ------ | ------ | ------ |
| 11.100 | 19.100 | 37.000 | 36.700 | 36.200 | 36.200 | 33.400 |

## Geboren
- Vladimir Atlasov (1661?-1711), Russisch ontdekkingsreiziger
- Jerofej Chabarov (1610?-1671), Russisch ontdekkingsreiziger
- Semjon Dezjnjov (1605?-1673), Russisch ontdekkingsreiziger

## Externe link

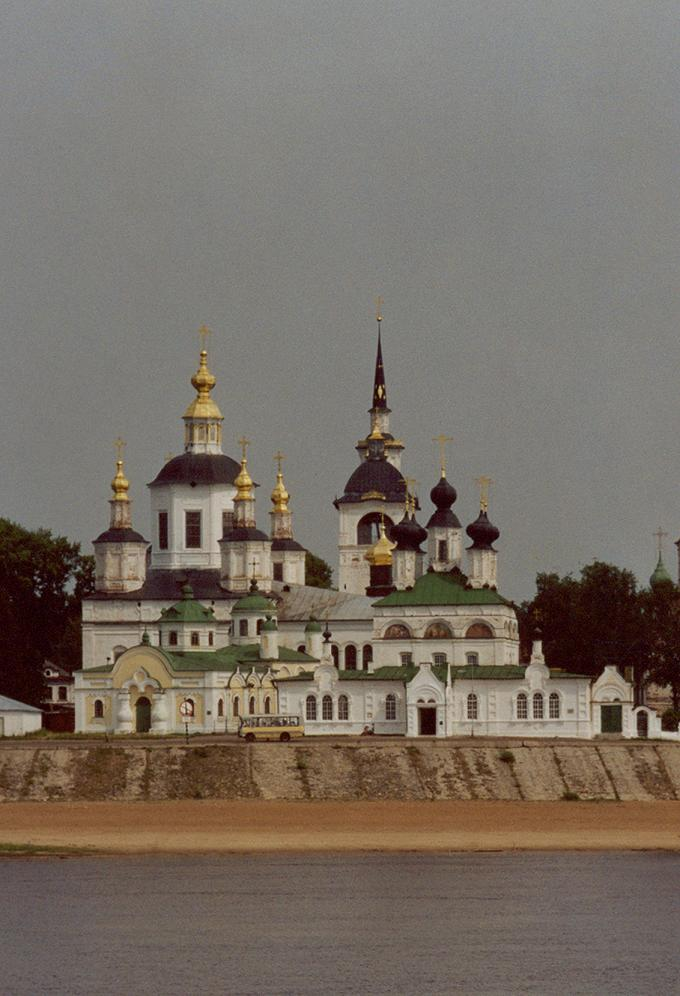
Gezicht op kathedraalcomplex in Veliki Oestjoeg vanuit het dorpje Dymkovo
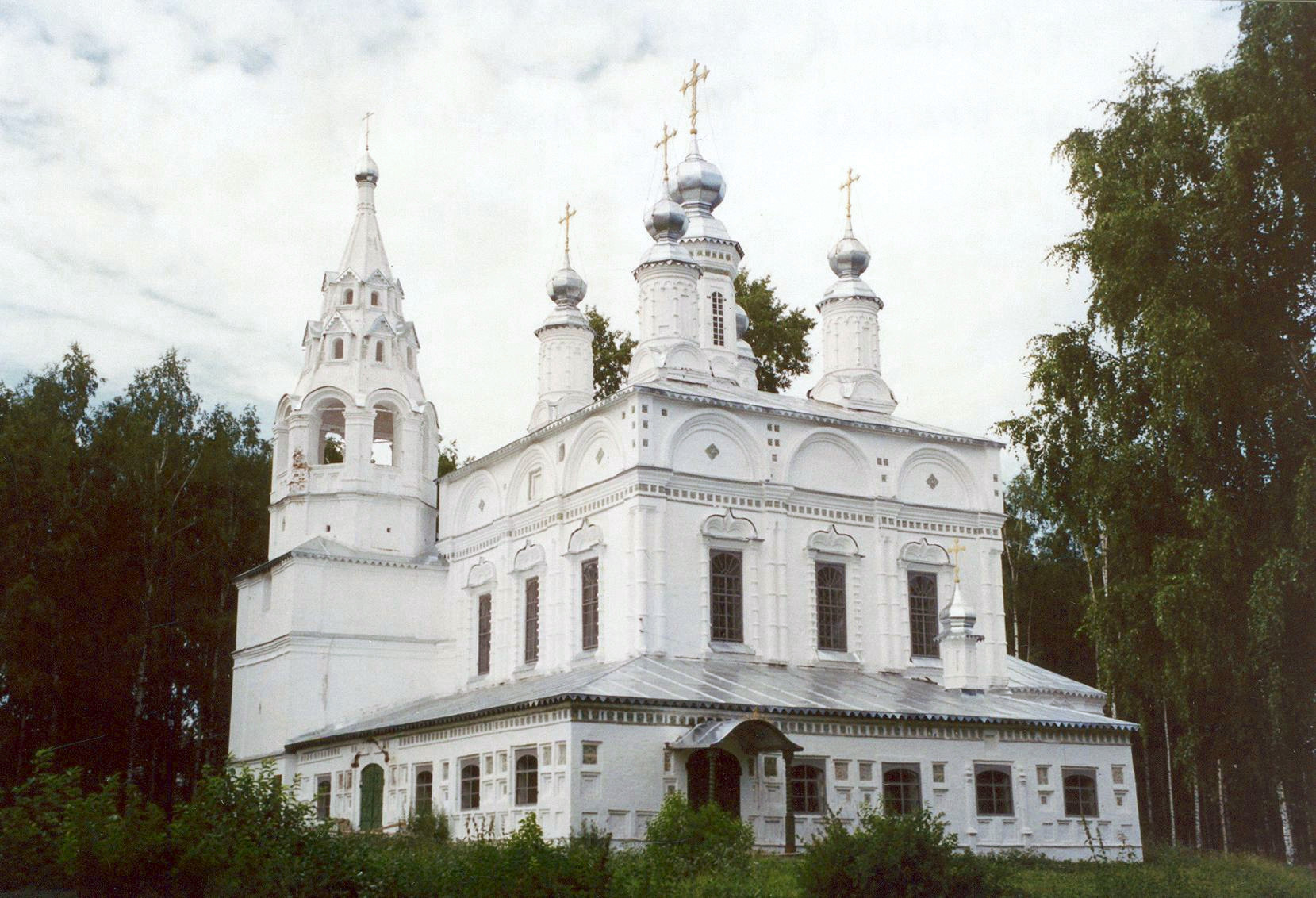
Spaso-Preobrazjenski kathedraal aan de Krasnajastraat in Veliki Oestjoeg
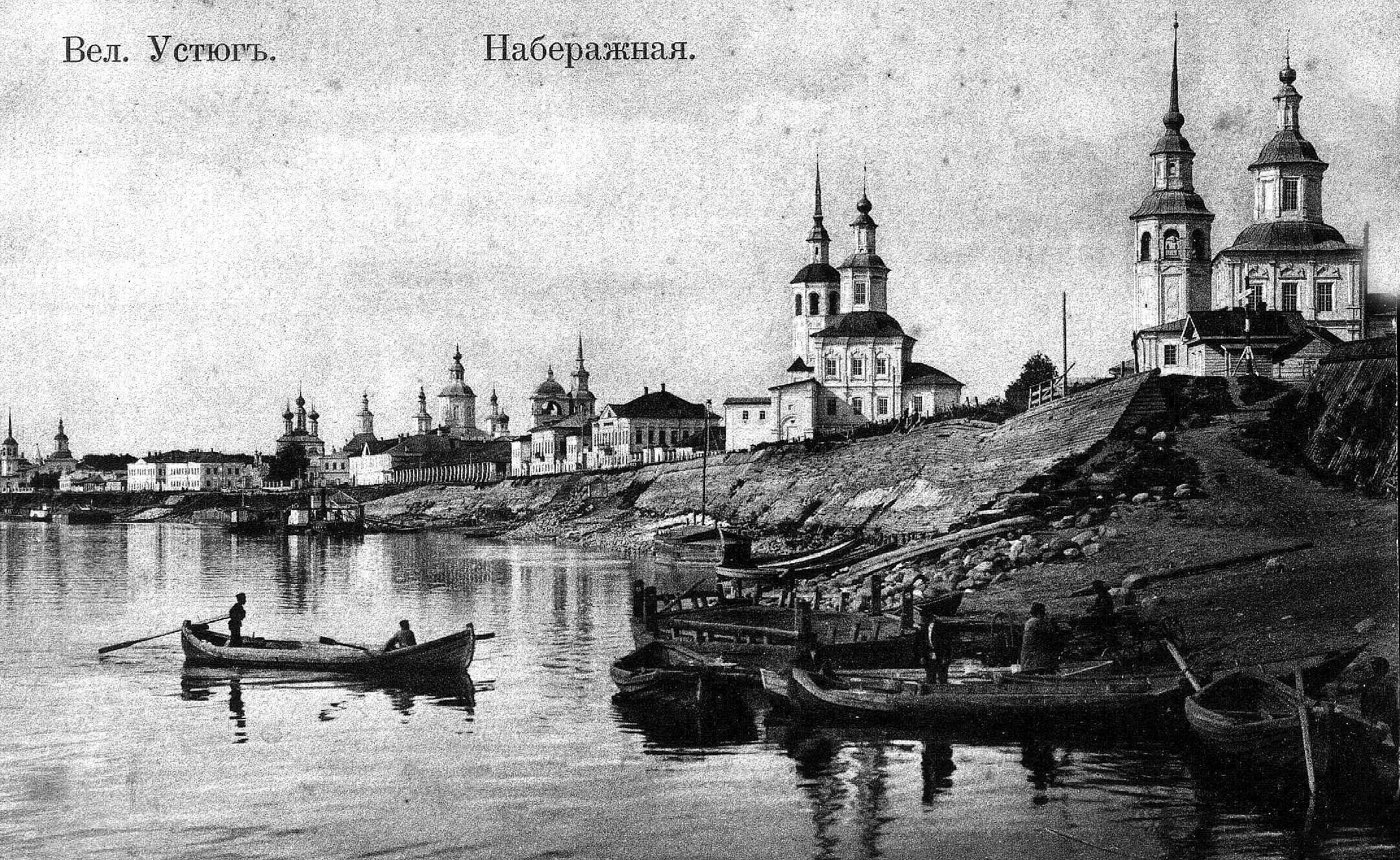
Oever met Veliki Oestjoeg (1913)
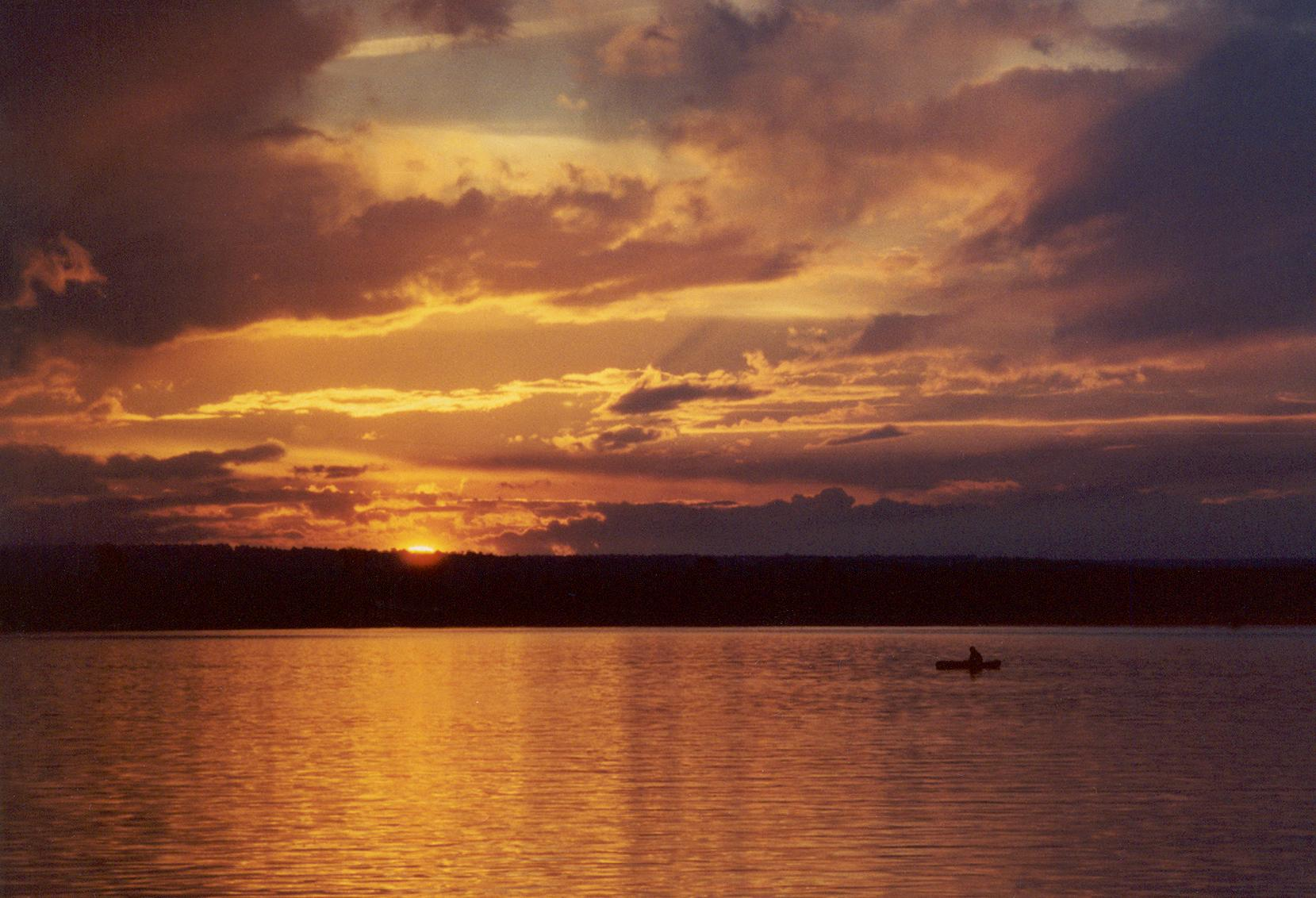
Zonsopgang aan de Soechona in de buurt van Veliki Oestjoeg